# Tahir İsrafil oğlu İsayev
Tahir İsrafil oğlu İsayev, nome di battaglia Serafino (in russo Таир Исрафил оглы Исаев, Серафино?, Tahir Israfil ogly Isayev, Serafino; Shyhly, 28 aprile 1922 – Shyhly, 2001), è stato un militare, partigiano e guerrigliero sovietico, dal 1991 azero.
Tenente dell'Armata Rossa, partecipò alla grande guerra patriottica e al movimento della resistenza Italiana. Fu cittadino onorario delle città di Milano e Rustavi.

## Biografia

### Primi anni e la guerra
Tahir Israfil oglu Isayev nacque nel 1922 nel villaggio di Shyhly, nella Repubblica Socialista Sovietica Azera. Di nazionalità azero. Con l'inizio della seconda guerra mondiale, Isayev fu arruolato nell'Armata Rossa e partecipò a varie battaglie nel Caucaso del Nord. Conosceva bene il tedesco e per questo svolse varie mansioni di perlustrazione e ricognizione.
In una battaglia vicino a Mozdok nel 1942, Isayev fu gravemente ferito e fatto prigioniero. Il compito di Isayev era quello di far saltare un ponte per tagliare la via del ritorno al treno blindato nemico. Tahir stesso mise delle mine sotto le traversine e si affrettò, ma era troppo tardi: il treno blindato, avendo ispezionato il binario davanti a sé, cominciò dapprima a rallentare e poi a fare inversione di marcia. Isaev era chiaramente visibile sullo snodo, sullo sfondo del cielo e le mitragliatrici aprirono il fuoco su di lui. Quando Isayev cercò di rotolare via fu subito stordito da un'esplosione. Fu tenuto in un campo di prigionieri di guerra in Austria.

### Nel movimento della Resistenza
Nel marzo 1943, insieme a un piccolo gruppo di prigionieri di guerra, Isayev fu inviato a bonificare la zona di Bergamo, che aveva subito i bombardamenti alleati. Qui, insieme al tenente russo Jakov Vinogradov, riuscì ad uccidere il soldato di guardia e a fuggire dalla prigionia grazie al favore delle tenebre. Si avvicinò di soppiatto al treno, salì all'interno e si nascose tra grandi casse con alcune attrezzature, pensando che il treno fosse diretto a est. In questo treno Tahir si nascose per tre giorni, e quando il treno si fermò al binario di qualche stazione (seppe più tardi che si trovava nella stazione est di Milano) e cominciarono a scaricare i vagoni, Isayev riuscì a scivolare fuori dalla carrozza e a nascondersi in un piccolo bosco. Dopo la fuga, Isayev si nascose presso l'italiana Adele Maurizio, che incontrò per strada, spiegando a gesti che era fuggito dalla prigionia tedesca. Fu Adele Maurizio ad aiutare molti prigionieri di guerra a raggiungere i partigiani. Presentò Tahir a suo fratello Antonio Milesi, che era il comandante della brigata di guerriglieri Demi. Isaev si unì in seguito alla brigata partigiana Fiamme Verdi. Questo accadde nell'ottobre 1943. Isayev fu arruolato nel distaccamento "1 maggio" della brigata "Fiamme Verdi". Qui, i suoi compagni di battaglia gli diedero il soprannome di "Serafino" per la somiglianza con il nome del padre, Israfil.
Nell'estate del 1944 la brigata condusse dei combattimenti contro i fascisti nelle montagne di Albena. La brigata aveva sei distaccamenti, uno dei quali era comandato dal tenente dell'Armata Rossa Tahir Isayev. L'unità di Isayev comprendeva persone di diverse nazionalità: russi, ucraini, azeri, armeni, italiani e cechi. Tahir Isayev, come altri partigiani che hanno combattuto sulla costa del Mare Adriatico, come Mehdi Huseynzadeh e Mirdamat Seyidov, ha dimostrato coraggio nelle battaglie contro i nazisti.
Durante una delle battaglie sul Monte Alben, Isayev fu ferito alla gamba sinistrae fu nuovamente catturato. Avendo appreso che Isayev parlava tedesco e capiva l'italiano, i nazisti decisero di usarlo come interprete, ma Isayev rifiutò. Fu poi inviato al carcere di Bergamo, dove Isayev fu detenuto fino a novembre. Nel novembre 1944, Isayev riuscì a fuggire dalla prigione e tornò dai suoi compagni. Tahir si unì nuovamente alle file della guerriglia, questa volta diventando membro della brigata "Tarzan" della stessa divisione "Fiamme Verdi".
Come futuro comandante di un distaccamento partigiano, Serafino compì numerosi attacchi a nazisti e tedeschi nelle vicinanze di Serina. Gli amici italiani di Isayev si riferivano alla sua unità come il distaccamento del tenente Russo. Operò principalmente nella zona di Serina e fece ripetutamente audaci incursioni contro il nemico; organizzò imboscate, fece saltare in aria magazzini militari, attaccò treni e quartieri generali nemici e distrusse forze ed equipaggiamenti nemici. Così, un giorno il comandante della brigata ricevette l'informazione che i tedeschi avevano messo un grande gruppo di giovani italiani su un treno e stavano per portarlo in Germania per i lavori forzati. A Isayev, che, secondo il suo comandante, aveva una vasta esperienza nella sovversione, fu assegnato il compito di salvare i ragazzi. Di notte Tahir con il suo distaccamento si recò al villaggio di Oltre il Colle, dove doveva passare il treno. L'unità mise una trappola esplosiva sulle rotaie, dopodiché la locomotiva a vapore e la prima carrozza, in cui si trovavano i conduttori tedeschi, esplosero. I tedeschi sopravvissuti scesero dai carri e aprirono il fuoco sui partigiani. L'operazione portò all'uccisione di oltre quaranta nazisti e alla liberazione di centinaia di giovani italiani. Tair era in costante contatto con Adele Maurizio, passava informazioni sulla forza del nemico ai partigiani.
Il 25 aprile 1945, durante l'insurrezione antifascista in Italia, il tenente Serafino si distinse nei combattimenti per Milano, e il giorno prima, il 24 aprile, aveva partecipato all'assalto di Bergamo. Lo stesso anno, Isayev è diventato cittadino onorario della città di Milano[10]. In Italia, Isayev si è iscritto al Partito Comunista Italiano.

## Dopo la guerra
Dopo la guerra, Isayev tornò in Azerbaigian nel 1945, ma Isayev ebbe vari problemi nel suo villaggio natale perché era stato fatto prigioniero. Per non essere accusato di tradimento contro la patria, Isayev fu costretto a trasferirsi dal suo villaggio natale. Si stabilì a Rustavi. Qui, Isayev lavorava come fabbro e saldatore presso l'impianto metallurgico di Rustavi e viveva nella casa numero 3 di via Paliashvili.
Nella primavera del 1967, Isayev poté tornare in Italia come ospite per due settimane nel comune di Bergamo. Fu invitato a Milano e Bergamo dalla Associazione Nazionale Partigiani d'Italia (A.N.P.I.). Il sindaco di Bergamo Salva Parici invitò Isayev a partecipare alla celebrazione del Giorno della Vittoria sul fascismo. In Italia, Isaev incontrò i suoi amici italiani, che lo portarono sui luoghi delle vecchie battaglie, rincontrò Adele Maurizio, che aveva già tre figli, e conobbe il presidente del Partito Comunista Italiano, Luigi Longo. Per il suo coraggio e la sua audacia tra il 1943 e il 1945,Isaev ricevette sette decorazioni italiane, tra cui il distintivo partigiano della Brigata Fiamme Verdi e una medaglia d'argento intitolata al fondatore del Partito Comunista Italiano, Antonio Gramsci. Dopo il suo ritorno dall'Italia, Luigi Longo inviò la Stella Garibaldi di Isayev a Rustavi. Isayev ebbe anche una medaglia di bronzo emessa in occasione del 40º anniversario del quotidiano “L’Unità”, una medaglia di bronzo della Fortezza di Gremelo, "Medaglia "20º Anniversario della Liberazione d'Italia" (mandata con un pacco dall'Italia in occasione della celebrazione del 20º anniversario della vittoria sul fascismo) e la medaglia "Banderi Calori" (distintivo del partigiano "Bendero Rossa"). Nel 1967, Tahir Isayev fu insignito della Medaglia per il coraggio e nel 1985 fu insignito dell'Ordine della Guerra patriottica, prima classe. In totale, Isayev ha ricevuto 36 ordini e medaglie.
Nel 1973, è stato girato il film documentario Capitano Russo, prodotto dallo studio di cinegiornale del Caucaso del Nord, dedicato al partigiano Hasan Kamalov. Questo film è stato interpretato anche da Tahir Isayev, che ha parlato di come ha combattuto nella stessa divisione partigiana di Kamalov a Bergamo..
Tahir Isayev morì nel 2001 e fu sepolto nel cimitero del suo villaggio natale Shykhly.

## Riferimenti nella cultura di massa
Sulla sua vita fu realizzato un film documentario intitolato Ego togda zvali Serafino ("Lo chiamavano Serafino") presso lo studio cinematografico Azerbaijanfilm nel 1974.
Nel suo villaggio natale, la sua casa è stata trasformata in un museo che contiene materiale dettagliato sulle sue attività. Inoltre gli è stato eretto un monumento.